# Pavellons militars (Tàrrega)
Pavellons militars és un edifici de Tàrrega (Urgell) protegit com a bé cultural d'interès local.

## Descripció
Conjunt d'edificis adossats els quals alberguen habitatges i locals comercials. Cada un d'ells està estructurat amb una planta baixa i dos pisos a la part superior. La planta baixa, ocupada actualment per locals comercials (bancs, botigues) segueix una estructura envoltada, que es repeteix al llarg de l'edifici. Aquesta sèrie d'arcs es combinen amb altres obertures allindades situades al centre d'aquests. Actualment, cada local comercial ha respectat aquesta estructura seriada en forma d'arc de mig punt però els materials dels murs són diferents: rajoles, maons, pedra... Pel que fa a les dues plantes superiors, es reflecteix una uniformitat en tota la façana. Aquí que no es diferencia res; tot és uniforme. El mur de les dues plantes segueix un esquema regular i seriat on a poca distància s'obre una finestra allindanada amb un marc destacable de color blanc que ressalta respecte al fons del mur el qual és d'un color marró fosc. Cada dues finestres n'hi una tercera la qual s'obre davant d'una senzilla balconada de ferro forjat pintat de blanc. Les altres en canvi, solament tenen una petita barana de poca alçada a la part inferior. La coberta és d'un vessant, amb teula àrab, la qual sobresurt a la façana principal mitjançant una cornisa motllura, també pintada de blanc. El conjunt de l'edificació és molt sobri.

## Història
Antigament aquest edifici foren destinats a pavellons militars. Formava part d'un grup d'edificacions més ampli que en decurs dels segles xviii i xix varen allotjar distintes tropes. La construcció és de 1750 si bé ha sofert importants modificacions els anys 1931 i 1958.